# Hiro Nakamura
Hiro Nakamura (en japonés 中村広 Nakamura Hiro) es un personaje de ficción de la serie dramática de la NBC Héroes, interpretado por Masi Oka. Es un oficinista japonés de 28 años, que vive en Tokio y es amante de los cómics y los personajes de anime. El personaje resulta ser uno de los más importantes entre la gran gama de personajes dentro de esta serie.

## Génesis
En el capítulo 1 ("Génesis") de la primera temporada, Hiro se encuentra en su oficina, concentrado ante su reloj, cuando consigue retrasar un segundo el tiempo. Emocionado, se lo cuenta a su amigo Ando, que trabaja con él, pero este le toma por loco. Tras salir del trabajo, ambos van a un bar y Hiro le dice a Ando que intentará teletransportarse al baño de mujeres para que así se le crea. Aunque Hiro lo logra, Ando no le había visto y aún no le cree. Ya separados, Hiro se monta en el metro y al ver un cartel de Nueva York, el reloj que está detrás de él empieza a avanzar rápidamente y se teletransporta a allí.
En el capítulo No mires atrás, habiendo llegado a Times Square, Hiro se ve a sí mismo en la portada de un cómic llamado La Novena Maravilla. Tras pagarle al dependiente con dinero japonés y no servirle, Hiro sale corriendo y trata de encontrar al creador del cómic, Isaac Méndez. Al llegar a su apartamento, se encuentra el cadáver de Isaac y acto seguido llega la policía, que le detiene por estar en la escena del crimen y con ello, ser el principal sospechoso. Como no entiende bien a los policías, Hiro llama por teléfono a Ando y descubre que ha viajado accidentalmente al futuro. De pronto, se produce una explosión nuclear y Hiro consigue viajar a tiempo de vuelta al pasado.
En el capítulo Un gran salto, Hiro le muestra a Ando el cómic que consiguió en el futuro y así logra convencerle para que le acompañe a Estados Unidos y así salvar al mundo de la catástrofe que se avecina. Hacia el final de esta temporada junto con otros Héroes logran detener a Sylar y evitar la explosión que destruiría Nueva York.

## Generaciones
En la segunda temporada, accidentalmente viaja al antiguo Japón y conoce al héroe de su niñez, Takezo Kensei. Según las historias que había escuchado de niño, era un hombre valeroso y heroico, pero descubre que no era nada más que un borracho que solo se preocupaba de sí mismo. Hiro intenta enseñarle cómo ser un héroe y lo guía hacia las batallas que supuestamente Kensei había librado según la historia. Todo iba bien hasta que Hiro se enamora de quien sería la princesa de Kensei y la besa, sin saber que es espiado por él, quien se enfurece al ver este acto de traición de quien consideraba su único amigo y maestro. Kensei decide traicionar a Hiro y unirse al ejército de Barba blanca para conquistar Japón. Hiro lo detiene y decide volver a su época donde Ando le cuenta que ha estado fuera por varios meses luego de que salvaran Nueva York y que su padre fue asesinado. Hiro viaja en el tiempo para evitarlo pero su padre lo convence de que lo deje morir ya que era su destino. Al principio Hiro se niega pero luego recapacita y hace las paces con su padre. Antes de marcharse descubre con sorpresa que el asesino de su padre fue Takezo Kensei, quien al parecer sigue vivo luego de 400 años.
Luego del funeral de su padre decide detener a Kensei, ahora llamado Adam Monroe, que quiere liberar un virus que dentro de un año matara al 93% de la población mundial. Junto con otros héroes detiene a Adam y lo encierra donde nadie lo encontrará nunca para que no vuelva a lastimar a nadie otra vez.

## Villanos
Con el virus Shanti destruido y Adam encerrado, Hiro se resigna a manejar la compañía de su difunto padre, pero Hiro recibe el inesperado mensaje en donde se le explica que a él se le ha encomendado la misión de cuidar y resguardar una fórmula que en manos equivocadas podría destruir el mundo. Hiro en un principio demostró curiosidad desobedeciendo la segunda regla de su padre: que sería no abrir la caja fuerte, momentos después la fórmula desaparece de la mano de Hiro y el detiene el tiempo descubriendo que Daphne Milbrook es la ladrona e inclusive intenta detenerla pero ella lo golpea y huye con la fórmula. Hiro entonces vuelve a su verdadero trabajo: el de ser un héroe junto con su mejor amigo Ando. Así ellos comienzan a perseguir a Daphne alrededor del mundo buscando conseguir la fórmula sin embargo Daphne fácilmente se deshace de ellos, Hiro y Ando entonces son encerrados en la compañía cuando estos se topan con el haitiano e intentan quitarle la mitad de la fórmula que intento recuperar, pero Angela Petrelli decide enviarlos ala misión de recuperar la fórmula desenterrando a Adam Monroe con la esperanza de que él los ayude, sin embargo Adam no les proporciona la ayuda que esperaban y escapa de ellos (siendo secuestrado por Knox posteriormente), Hiro entonces recibe la visita de Daphne con su nuevo amigo Knox quienes le ofrecen a Hiro unirse a su grupo, pero Knox queriendo que Hiro le demuestre de lo que es capaz le exige que mate a Ando, Hiro entonces detiene el tiempo y viaja al pasado arreglando con Ando un acuerdo de ayudarle a fingir su muerte una vez hecho, Hiro ya confiado “mata” a su amigo y se une a Pinehearst. Daphne impresionada le da a Hiro su primera misión de atrapar a Usutu un hombre con el poder de la precognición, Hiro entonces llega con Ando a África a su misión, pero Usutu le demuestra que no le será tan fácil atraparlo, finalmente Hiro decide usar la “vieja técnica” logrando que Usutu se rinda pero este también él dice que todavía le falta mucho por aprender y le asegura que los de Pinehearts son los malos, Usutu entonces le sugiere a Hiro que viaje al tiempo e impida lo que está a punto de suceder pero Hiro se niega, así que Usutu le da de comer su comida especial para que aprenda con quien está tratando, Hiro descubre todo el pasado de muchos villanos y decide viajar al tiempo, un grito se oye y Hiro descubre que Usutu fue asesinado por Arthur Petrelli, Arthur sin pensarlo dos veces toma a Hiro e intenta borrarle la memoria, pero gracias a una pintura de Usutu Ando logra hacer que Hiro los saque de ahí llagando a Japón, más tarde por el comportamiento de Hiro, Ando descubre que Hiro llega a creer que es un niño de nuevo, Ando entonces el explica a Hiro que tiene poderes logrando que Hiro lo manifieste pero de una manera muy infantil e irresponsable, más tarde Ando usa de guía una historieta nueva de 9th Wonders! Buscando una solución rápida llevándolos ante Matt Parkman quien se supone que los ayuda, pero no puede debido al idioma diferente que manifiesta. Un nuevo eclipse toma lugar y todos pierden sus poderes dejándolos vulnerables, sin embargo Hiro en compañía de Ando buscan más cómics de 9th Wonders! Para ver que es lo que deben hacer, pero en el progreso Hiro descubre los momentos más tristes e inquietantes de su vida lo que ocasiona que no quiera crecer nunca, pero de todas formas es animado posteriormente por un discurso del vendedor de historietas, Hiro más tarde gracias a un fan de las historietas de 9th Wonders! Le dice a Hiro que necesita tomar a Claire Bennet y viajar 16 años en el pasado, Hiro lo cumple en el progreso salvando ala familia Bennet de una situación muy difícil, en el pasado Hiro hace contacto con su madre descubriendo que ella poseía el catalizador, Hiro entonces la convence de que le dé su “luz” e Ishi acepta muriendo en el progreso, posteriormente Hiro y Calire se reúnen, pero Arthur los interrumpe, roba el catalizador y los poderes de Hiro dejándolo en el pasado, por último cuando Ando gracias ala ayuda de Daphne consigue el suero para darles poderes alas personas se lo inyecta consiguiendo el poder de aumentar los poderes de otras personas, Ando entonces viaja al pasado aumentando el poder de Daphne consiguiendo llegar hace 16 años, sin embargo Hiro quien había unido fuerzas con su versión joven para conseguir la fórmula y últimamente intentar destruirla fue regresado al presente justo a tiempo antes de que Kaito lo matara por intentar robar su fórmula, lamentablemente ocurre al mismo tiempo cuando se encontraba cerca de destruir la fórmula, Hiro por esto no se muestra contento por haber sido salvado, pero Daphne lo lleva a Pinehearts a destruir la fórmula de una vez por todas enfrentándose con Tracy Strauss en el progreso, logrando al final de cuentas destruir la fórmula.

## Fugitivos
Dos meses después de la destrucción definitiva de la fórmula, Hiro junto con Ando regresan a Japón, en donde Hiro a pesar de no poseer sus poderes, intenta convertir a Ando en un héroe, asignándole leotardos y un cuartel propio, sin embargo Ando preferiría abusar de sus poderes para obtener fama y chicas, que salvar al mundo, cosa que molesta a Hiro y ambos mantienen una pelea, acabando todo en el rapto de Hiro de parte del equipo de Danko, posteriormente Hiro junto con la mayoría de los “especiales”, es transportado en un avión hacia un destino hasta ahora desconocido, pero las cosas se intensifican cuando, Claire en un intento de salvarlos a todos aborda el avión, y tras liberar a Peter ocasiona que el avión colapse.
Posteriormente Hiro al igual que el resto se convierte en un fugitivo, y tras reunirse con Matt, Mohinder, Ando y Peter, todos forman una alianza en donde juran defenderse a cualquier costo y cumpliendo diversas tareas, en el caso de Hiro, tras haber observado una pintura precognitiva, Hiro junto con Ando se dirigen a La India, lugar donde de alguna manera Hiro detendrá una boda, sin embargo Hiro se molesta con Ando, cuando se entera de que este último había convencido ala novia de abortar la boda, pero cuando Ando es tomado como rehén por el mismo prometido de la novia, Hiro se las arregla para detener la boda y se da cuenta de que no necesita de sus poderes para ser un héroe, más tarde el par es contactado por Rebelde, quien les asigna la misión de salvar a Matt Parkman, una vez en Los Ángeles, Hiro y Ando pronto se enteran de que su misión no era salvar al Matt Parkman que ellos conocían si no a Matt Parkman Jr. Hiro entonces junto con Ando deciden ayudar a Janice protegiendo al bebe Matt, sin embargo los agentes del gobierno llegan a escena, lo que obliga al dúo a enfrentarlos, durante la batalla Matt Jr usa su habilidad restaurando parcialmente los poderes de Hiro, permitiéndole congelar el tiempo, mas no teletransportarse, aunque al menos le devuelve a Hiro la ventaja de contar con el tiempo de su lado.
Días después el par debe lidiar con el berrinchudo infante quien al liberar su habilidad les quita toda fuente de transporte, además de enterarse rápidamente del complot que el mismo Matt (padre) intentaba realizar para matar a Danko, Hiro y Ando entonces realizan una carrera contra el tiempo, logrando salvar a Matt de morir durante su propio plan, al final es Hiro quien anima a Matt de seguir adelante por la vida de su recién descubierto hijo. 
Más tarde Hiro pide la ayuda de Matt para derrocar el edificio 26, llevándose Hiro al final la gran sorpresa de que Matt había olvidado todo su rencor hacia el gobierno por el simple hecho de descubrir la existencia de su hijo, lo que obliga a Hiro a pensar en un plan más elaborado para conseguir la dirección del edificio 26, usando la vida de su amigo como carnada, aun en contra de sus deseos de Ando, una vez en el edificio 26 Hiro descubre que su misma habilidad causa cambios violentos en su cuerpo, (su nariz sangra y sufre de jaquecas), sin embargo Hiro persuade a Ando de usar sus poderes, una vez más con tal de acabar con el edificio 26, pero cuando Ando recurre ala ayuda de Mohinder, a Hiro se les puesto bien en claro de no usar sus poderes otra vez, orden que Hiro quiebra, sacrificándose al usar sus poderes para salvar a Noah de Danko, las pupilas de Hiro se dilatan y cae en shock, al final Hiro algo recuperado contempla el aparentemente funeral de Sylar.

## Redención
Con un control más detallado de sus habilidades y estar aparentemente recuperado de sus padecimientos, Hiro junto a Ando fundan un nuevo negocio llamado: Dial a Hiro, con la esperanza de explotar sus poderes al máximo, aunque no consiguen misiones tan peligrosas y difíciles como esperaban. 
Además de que Hiro pierde el control sobre sus habilidades una vez más, de tal manera que se ve obligado a confesarle a su amigo que su poder lo está matando, Ando le sugiere a Hiro cambiar la historia con tal de salvarse y Hiro tras observar nítidamente una fotografía suya de hace catorce años, consigue teletransportarse al pasado, sin embargo Hiro no tarda en descubrir que es el mismo día en que Kimiko desarrollo su enorme resentimiento hacia Ando por un error del joven Hiro, hecho que vinculan a Hiro en una muy enorme tentación, sin embargo un extraño hombre llamado Samuel Sullivan apacigua a Hiro asegurándole que no todos los hechos están conectados y por lo tanto si hace unos pequeños cambios la historia no cambiara enteramente, pero Hiro sin querer reconocerlo se niega, de manera que Samuel se ve en la obligación de darle un “empujón” (Literalmente) frenando así el bochornoso accidente que sufrió Kimiko y Hiro termina con la malteada derramada, Hiro asustado logra regresar a su época actual, en donde se entera de que nada a su alrededor ha cambiado, a excepción de que Ando y Kimiko están enamorados y planean casarse.
A partir de ese momento Hiro se vuelve más irresponsable y trata de olvidarse a toda costa de su situación actual, ignorando las peticiones de Ando, pero después de que Hiro batalla contra un muy necio hombre suicida, Hiro entonces comprende el significado de la vida y se arma de valor para contarle a Kimiko su trágico destino, en donde sus poderes se manifiestan fuera de control y se teletransporta accidentalmente en el apartamento de Peter donde cae en shock.
Hiro despierta en un hospital en donde no tarda en conocer a Emma Coolidge y enterarse de que es especial, pero cuando se da cuenta de que ella no está conforme con su poder, Hiro usa sus habilidades para que Emma se dé cuenta del lado positivo de las habilidades, momentos después Hiro recuerda los buenos momentos que paso con Charlie y tras concentrarse en Charlie, Hiro logra regresar tres años antes, el mismo día que Charlie falleció. 
Completamente decidido Hiro tras regresar al pasado intenta rescatar a Charlie de su inminente fin, pero Hiro se impresiona cuando descubre a Samuel en el restaurante advirtiéndole de no cometer ningún error, sin embargo Hiro consigue aislar a Sylar de Charlie y convencer a su yo del presente que Charlie murió, evitando así alterar la historia.
Lamentablemente Hiro no tarda en recordar el coagulo de Charlie que la condenaba a morir, y por esto Hiro recurre a la ayuda de Sylar, quien acepta curar a Charlie a cambio de que Hiro le informe lo que le depara el futuro, hecho que termina impresionando a Charlie y haciéndola concluir que Hiro es un egoísta. Más tarde Charlie completamente arrepentida se disculpa con Hiro y momentos después se besan, haciendo que Hiro intente pasar tiempo con Charlie, sin embargo aparece con Samuel en el presente, en donde Samuel le explica rápidamente que con la ayuda de un miembro de su familia tomó de rehén a Charlie aprisionándola en cualquier época del tiempo, además de revelarle que la presión del poder de Arnold lo mató y ahora Samuel es el único que sabe dónde se encuentra Charlie, y Hiro sin más remedio acepta trabajar para Samuel. En eso Samuel le encarga reparar un error que cometió hace ocho semanas, matar a Mohinder Suresh, pero en realidad lo que el quería era conseguir una cinta que Mohinder había quemado. En esta complicada situación Hiro le dice a Suresh que tiene que desaparecer por ocho semana para poder salvar a Charlie, Mohinder no está de acuerdo con la idea y entonces Hiro lo encierra en un manicomio. De vuelta en el presente le da a Samuel la cinta y le exige que le devuelva Charlie, pero este se niega.
En el carnaval Lidya le pide a Hiro que la lleve al pasado para poder comprobar cómo murió Joseph, el hermano de Samuel, que resulta haber sido asesinado por Samuel. Lidya le dice esto a Edgar quien va a atacar a Samuel pero Hiro detiene el tiempo y le muestra que Samuel estaba a punto de matarlo, finalmente Edgar se va a buscar ayuda.
Para obligar a Hiro a quedarse en el carnaval Samuel le pide a un tal Damian que le borre la mente a Hiro, al hacer esto Hiro desaparece porque tiene que salvar a Watson. Aparece en Japón y salva a una mujer de ser robada de una manera demasiado brusca por lo cual la policía se lo lleva. Ando va a buscar a Hiro a la estación de policía, donde se encuentra con Hiro que lo llama Sancho y le dice que hay que ir a Arkham para salvar a Watson. Ando descubre que lo llama Sancho porque se refiera a él como su compañero, y que Arkham es un asilo de Florida, pero aún no sabe quien es Watson. Cuando llegan a Arkham, Hiro le muestra que Watson es Suresh, y le dice, todavía de forma codificada, que los remedios que le hacen tomar a Mohinder inhabilitan su super-fuerza. Ando le quiere sacar los remedios a Mohinder pero los traga por error, quedando inconsciente. Hiro lo esconde en un armario y por la noche va a sacar a Mohinder de su celda y, luego de buscar a Ando, escapan. En un momento viéndose acorralados Mohinder le dice a Ando que electrocute a Hiro, ya que así recobraría la memoria y podrían teletransportarse. después de esto hiro va al hospital y encuentra a charlie vieja hiro le dice que el puede cambiar el tiempo pero ella se niega.
ando recibe una llamada de noah que le dice que vengan hiro y ando se les trasportan al carnaval .hiro y ando se llevan a todos del carnval

### Heroes Reborn
Hiro es atrapado en la fortaleza eterna en un mundo virtual creado por su empleado Hachiro Otomo de donde es rescatado por Miko Otomo, después junto a Noah Bennet viajan al pasado al día 13 de junio (día del ataque terrorista en la cumbre de odessa) ahí intenta detener el ataque pero se da cuenta de que las consecuencias para el futuro podrían ser mucho peores, más adelante lleva a Noah y a Angela Petrelli al hospital donde se enteran de que Claire Bennet ha muerto en el parto de 2 mellizos (Nathan y Malina), más adelante lleva a los mellizos junto a Angela al pasado para que crezcan seguros, pero su poder es absorbido por Nathan y él se encarga de cuidarlo como su hijo y enseñarle todo lo que sabe (Hiro actualmente es un anciano debido a que paso muchos años cuidando a Nathan en el pasado), años más tarde se encuentra con Noah Bennet el 13 de junio y es atacado por los hombres de Erica Kravid, él le dice a Nathan que lo deje y él se queda luchando, después se desconoce su paradero.

## Habilidades
Hiro puede controlar el espacio-tiempo, en una entrevista para televisión, Masi Oka dijo que su poderes eran la cronokinesis (manipulación del tiempo) y la teletransportación (manipulación del espacio); estos poderes son los que le han permitido teletransportarse al futuro y al pasado, y a cualquier lugar de la tierra (ha perdido estos poderes en dos ocasiones), aparte con el tiempo se ha transformado en un combatiente experto con la espada japonesa
- La primera manifestación de sus poderes extraordinarios se muestra en el primer episodio de la serie. Sucede en su oficina en Tokio. Hiro retrocede un segundo. Esto se puede ver a través de un reloj en su escritorio.
- Su segunda manifestación sucede en un bar. Ando, su amigo, lo reta a teletransportarse al baño de damas. Hiro logra hacerlo, y es echado del local al ser encontrado en el baño de mujeres.
- La tercera manifestación la tuvo durante un viaje de retorno a casa. Movilizándose en un metro (ferrocarril), Hiro logró teletransportarse hacia New York, un mes y 6 días hacia el futuro (del 2 de octubre al 8 de noviembre). Durante este viaje encontraría la residencia de Isaac Méndez, tras leer la dirección de esta en una historieta (cómic) que relataba su viaje al futuro, y, dentro de ella, a su propietario muerto en extrañas circunstancias. Hiro presenció, después de ser atrapado como sospechoso por la policía poco después del asesinato de Isaac, la explosión de una gran y masiva bomba atómica de la que logró escapar.

- La Cuarta manifestación la tuvo al salir de su trabajo, junto a su compañero Ando, cuando intentó salvar a una escolar japonesa de un gran transporte que transitaba por las calles. Detuvo el reloj a tiempo luego de que su compañero no alcanzara a rescatar a la escolar. El habilidoso japonés, para esta ocasión, fue orientado por un cómic encontrado en New York durante su tercera manifestación.

- La quinta manifestación la tuvo en un casino de Las Vegas luego de iniciar su tan anhelada misión de salvar a New York de la gran bomba del futuro. Detuvo el tiempo durante el juego de su amigo Ando para hacer trampa y cambiar las posición de la bola en un juego de ruleta al que Ando había apostado todo su dinero.

- La sexta manifestación, después de que Ando lo convenciera de usar sus poderes para ganar dinero , de la misma manera que como Peter Parker vende fotos de Spider-Man, se concretó frente a unos jugadores de póker. El habiloso japonés volvió a detener el tiempo para cambiar las cartas que le darían una victoria segura a su compañero Ando.

- La séptima manifestación aconteció durante un viaje hacia las afueras de Las Vegas, en un intento por salvar la vida de otro de los tantos héroes involucrados en la serie(D.L. Hawkins) y de una accidentada mujer. Detuvo el reloj para alejar a las dos posibles víctimas de la explosión automovilística que parecía ser inminente.

- La octava manifestación la tuvo poco después del asesinato de Charlie, una nueva heroína encontrada en uno de los cafés cerca de la secundaria de la animadora que debía ser prontamente salvada por Peter Petrelli. En esta ocasión se trasladó, sin intención de propasarse, hacia el pasado con intención de salvar a Charlie, seis meses atrás.

- Las demás manifestaciones fueron variadas (1x10 "Six Months Ago") durante su estancia en el pasado. Intentando convencer a su enamorada Charlie de la veracidad de sus habilidades, se trasladó innumerables veces hacia distintas partes de la ciudad, trayendo flores e información consigo. Una última de estas manifestaciones pudo ser observada mientras un beso entre el personaje y la camarera Charlie, la cual, sin meditarlo, llevó a Hiro hacia Tokio nuevamente.

- Otra de las manifestaciones, fue cuando Hiro roba la falsa espada de Takezo Kensei del museo, donde no puede detener el tiempo completamente, sino que este corre a una velocidad menor.

- Otra manifestación ocurre mientras Hiro y Ando se esconden en el compartimento de equipajes de un autobús, durante el tiroteo entre un policía corrupto y su cómplice Esperanza para apoderarse de una bolsa llena de fichas de casino. Esperanza apunta a Hiro y dispara, y este es capaz, sin saberlo, de hacer retroceder el tiempo unos segundos, mientras piensa que a ella se le ha encasquillado el arma.

- Otra de las manifestaciones ha sido en el capítulo 18 "Parásito", Hiro se reencuentra con Ando y se teletransportan los dos hacia el futuro en el que ha explotado la bomba.

- Otra de las manifestaciones es cuando Hiro y Ando regresan del futuro a su época para detener a Sylar

## Hiro del futuro
Hizo su primera aparición en el episodio 4 ("Collision") durante el viaje de Peter Petrelli y Mohinder Suresh. Sólo Peter presenció la llegada de Hiro del futuro ya que este congelo el tiempo y le dijo la famosa frase "Salva la animadora, salva el mundo". 
El Hiro del futuro lleva en aquel momento una katana enfundada en la espalda (al parecer la misma que perteneció al legendario Takezo Kensei), características arbitrarias a la apariencia de Hiro en el presente de la serie, quien, a diferencia del guerrero futurista, sólo habla el idioma japonés.
Analizando el mensaje dado por Hiro a Peter, el Hiro del futuro le comenta sobre el importante valor de la animadora Claire Bennet, quien debe ser rescatada para salvar al mundo de un desconocido destino. En el episodio 20, (Cinco años después), se da a conocer que Hiro dio aparente muerte a Sylar pero este, al haber matado a Claire y robado su poder se regenera para terminar suplantando a Nathan Petrelli (Presidente de los Estados Unidos), y utilizando su poder político, sume al mundo en una oscura etapa que incluye la persecución y exterminio de todas las personas con poderes especiales.
En la serie Heroes Reborn se puede ver a Hiro años más tarde de los sucesos ocurridos en la cuarta temporada de héroes, viendo una combinación del Hiro inmaduro de la serie anterior y el Hiro serio y guerrero del futuro.

## Trivia
- Es miembro de la Merry Marching Marvel Society (MMMS).
- Es fanático de Star Trek. El símbolo característico con su mano lo hace original en todo sentido.
- Utiliza un Nissan Versa para transportarse a través de las misiones que nacen con la intención de detener la bomba en New York (retratado además en el cómic futurista "La 9ª Maravilla").
- Es fan del manga JoJo's Bizarre Adventure
- Junto a Peter Petrelli, es consciente de su condición de héroe, porque los demás no son totalmente conscientes de lo que deben hacer con sus habilidades.
- Hiro es a menudo víctima de golpes repetitivos en su rostro, con diferentes personajes en temporadas consecutivas.
- Hiro Nakamura, recibió un Action Comics n.º 1 como regalo de su abuelo.
- La cantante Aya Nakamura tomo su nombre artístico por ser fan del personaje.